# Бирмански голопръст гекон
Бирманските голопръсти гекони (Cyrtodactylus pulchellus), наричани също благородни голопръсти геконии дъгопръсти гекони на Грей, са вид влечуги от семейство Геконови (Gekkonidae).
Срещат се във все още запазените екваториални гори по възвишенията в западната част на остров Пенанг в Малайзия. Видът е застрашен от изчезване, като броят на възрастните индивиди се оценява на около 2 хиляди.